# 흥분성 시냅스후 전위

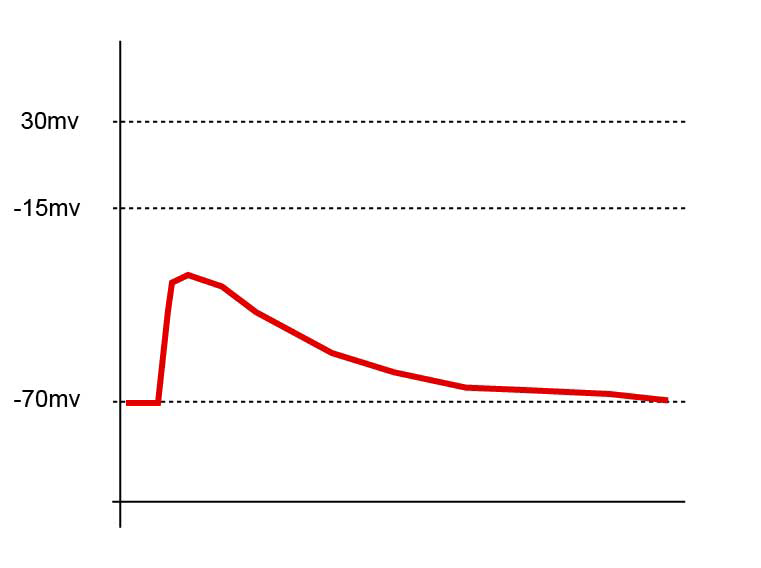
여기 나타난 EPSP 하나만으로는 활동 전위를 일으키기에 충분하지 않다.

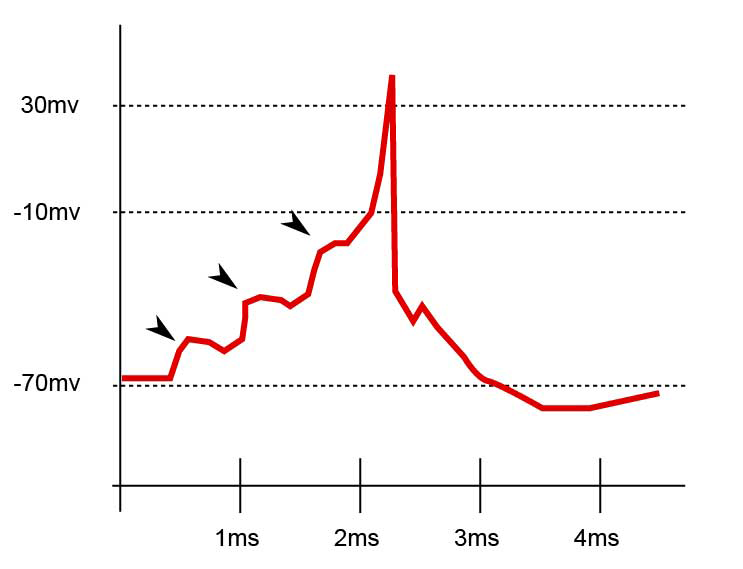
세 EPSP가 합쳐져 활동전위를 일으켰다.

흥분성 시냅스후 전위(영어: excitatory postsynaptic potential, EPSP)는 이온 통로가 열리면서 시냅스후부로 양이온이 흘러들어가는 것으로 인해 시냅스후부의 막전위가 일시적으로 탈분극되는 것이다. 신경전달물질의 주요 기능은 시냅스후 신경원의 막에 있는 이온 통로를 여는 것이다. 전위의 특성은 어떤 종류의 이온 통로가 열리는가에 따라 달라진다. 시냅스후 전위는 EPSP가 될 수도 있고 IPSP가 될 수도 있는데, K+의 전도성을 감소시키거나 Na+ 통로를 여는 신경전달물질의 작용은 EPSP를 발생시킬 수 있다. 막을 사이에 두고 교환되는 이온의 수는 어떤 특정 신경전달물질에 의해 얼마나 많은 이온 통로들이 열리는가와 이들 통로의 열린 상태가 얼마나 오래 지속되는가에 따라 달라지며, 이런 과정은 또한 시냅스 간극에 존재하는 가용한 신경전달물질의 분자 수에도 의존한다. 그리고 시냅스전 신경에서 일어나는 탈분극의 수준과 축삭말단 내에 유입된 Ca2+의 양과 같은 요인들에 의해 가용한 신경전달물질 분자의 양에 미친 영향들도 고려되어야 한다. 신경전달물질의 작용은 시냅스후 수용기 부위와 시냅스 간극으로부터 신경전달물질이 제거됨에 따라 멈추게 된다. 신경전달물질의 제거는 이 물질을 분해하는 효소 작용이나 시냅스전 축삭말단으로 신경전달물질이 재흡수됨에 따라 이루어진다. 대부분의 시냅스 부위에서는 위의 두 과정이 동시에 일어난다. 바로 이 기제가 시냅스후 전위의 발생 기간을 제한시키고 시냅스 부위에 연결된 수많은 신경회로 사이의 혼란을 방지해 줄 수 있다. 또한 이 재흡수 기제는 시냅스전 신경원으로 하여금 신경전달물질의 활동을 가능하게 해준다.
대표적인 예로는 아세틸콜린을 들 수 있는데, 시냅스에서 아세틸콜린이 분비되어서 흥분성 시냅스후 전위를 일으킴과 동시에, 아세틸콜린에스터레이스가 작용하여 아세틸콜린을 분해해서 분해 산물의 형태로 절전 뉴런으로 돌려보내기 때문에 활동전위가 지속되지 않는다. 그러나 이 과정이 제대로 이루어지지 않을 경우에는 심각한 문제를 발생시킬 수 있는데 대표적인 예가 사린 가스이다.

## 같이 보기
- 시냅스후 전위
- 억제성 시냅스후 전위